# Несоновская волость
Несоновская волость — административно-территориальная единица в составе Рославльского уезда Смоленской губернии.
Административный центр — село Несоново.

## История
Волость была образована в ходе реформы 1861 года.
В ходе укрупнения волостей, в 1922 году Несоновская волость была упразднена, а её территория включена в состав Тюнинской волости.
Ныне территория бывшей Несоновской волости разделена между Рогнединским районом Брянской области и Рославльским районом Смоленской области.

## Населённые пункты
По состоянию на 1904 год, в состав волости входили следующие населённые пункты:
- деревня Александровка
- усадьба Андреевское
- деревня Артюховка
- мыза Артюховка
- село Аселье (две части)
- деревня Белое
- деревня Верещевичи
- деревня Громашово
- деревня Добролюбово
- деревня Зубово
- деревня Крутица
- деревня Куковенька
- село Лахи (две части)
- усадьба Лахи
- деревня Медведовка
- село Несоново
- деревня Прудок
- усадьба Прудок
- деревня Рясник
- деревня Свиридовщина
- деревня Слаговка
- деревня Слободка
- деревня Софьино
- деревня Теребынь
- усадьба Теребынь
- деревня Толстобин Холм (Труновка)
- деревня Толстобино
- усадьба Толстобино
- деревня Фурцево
- деревня Хорошково
- деревня Хортовка
- две лесные сторожки